# Salou Souleymane
Salou Souleymane (* 23. November 1953 in Namaro) ist ein nigrischer General.

## Leben
Salou Souleymane schloss seine Schullaufbahn 1973 mit einem Baccalauréat ab und wurde im selben Jahr Mitglied der Streitkräfte Nigers. Er ließ sich unter anderem in Marokko, Deutschland, Frankreich und den Vereinigten Staaten zum Kampfpiloten ausbilden. Als solcher diente er in den nigrischen Luftstreitkräften und erreichte 1999 den Rang eines Obersts. Souleymane wurde 2003 der Stabschef der Luftstreitkräfte. Er machte im darauffolgenden Jahr an der Universität Panthéon-Assas ein Diplôme d’études supérieures spécialisées in Verteidigung und Geostrategie. Im Jahr 2007 wurde er zum Brigadegeneral ernannt.
Nach dem Militärputsch gegen Staatspräsident Mamadou Tandja und der Machtübernahme durch den Obersten Rat für die Wiederherstellung der Demokratie wurde Salou Souleymane 2010 Generalstabschef der nigrischen Streitkräfte. In dieser Position ersetzte er Moumouni Boureima. Unter dem zivilen Staatspräsidenten Mahamadou Issoufou wurde Seyni Garba 2011 Generalstabschef und Salou Souleymane erhielt stattdessen die Funktion eines Generalinspektors der Streitkräfte und der Gendarmerie.
Mitte 2015 wurde er bei den Streitkräften in den Ruhestand versetzt. Nach einem für den 18. Dezember 2015 geplanten und vereitelten Putschversuch gegen Staatspräsident Issoufou wurde Souleymane festgenommen. Ein Militärgericht verurteilte ihn Anfang 2018 zu 15 Jahren Haft. Ein Sohn Souleymanes und mehrere mitangeklagte Offiziere erhielten ebenfalls mehrjährige Haftstrafen. Nach acht Jahren im Gefängnis wurde Salou Souleymane im Oktober 2023 während der Herrschaft des Militärregimes Nationaler Rat für den Schutz des Vaterlandes vorzeitig freigelassen.

## Ehrungen
- Großoffizier des Nationalordens Nigers
- Offizier des Nationalordens Guineas
- Ritter der Ehrenlegion[1]